# Sociedad Nacional de Radiodifusión y de Televisión
Sociedad Nacional de Radiodifusión y de Televisión (en francés, Société nationale de radiodiffusion et de télévision y en árabe الشركة الوطنية للإذاعة والتلفزة ), cuyas siglas son SNRT, es la empresa de radiodifusión pública de Marruecos.
El grupo se fundó en 1928 pero su actual estructura se puso en marcha en 2005, una sociedad anónima bajo control del estado marroquí que está considerada un servicio público. Actualmente gestiona cuatro emisoras de radio nacionales, diez estaciones de radio regional, siete canales de televisión y una desconexión regional para el Sáhara Occidental.
Es miembro activo de la Unión Europea de Radiodifusión.

## Historia
El origen de SNRT está en la fundación de Radio Maroc el 15 de febrero de 1928, que comenzó a emitir el 13 de abril del mismo año. Su gestión corría a cargo de la Oficina Jerife de Correos y Telégrafos. Esta emisora es miembro fundador de la Unión Europea de Radiodifusión (UER) en 1950.
En cuanto a la televisión hubo una primera experiencia, pionera en África, a cargo de la compañía francesa TELMA, dirigida a la comunidad francesa que vivía en el protectorado. Sus emisiones empezaron en 1954 desde Casablanca, pero la situación cambió por completo tras la independencia marroquí dos años después. La empresa tuvo problemas financieros, así que el nuevo gobierno la compró por un precio simbólico (100 millones de francos) y firmó un contrato con la RAI italiana para que formase a los nuevos periodistas y técnicos. De esta forma, nacionalizó los servicios de radiodifusión. La fecha oficial del inicio de Télévision marocaine (Al Aoula) es el 3 de abril de 1962.
El 22 de octubre de 1966, Radiodiffusion Télévision Marocaine (RTM) se convirtió en una empresa pública dotada de personalidad civil y de autonomía financiera. Sin embargo, la situación se revirtió en enero de 1968 y su control regresó a manos del gobierno. A partir de 1978 se cedió el control al Ministerio de Información. El grupo no tuvo cambios significativos a pesar de la liberalización de los medios de comunicación en la década de 1990.
Finalmente, los estatutos se modificaron en abril de 2005 con el objetivo de modernizarla y de que pudiese competir en un nuevo escenario. RTM se convirtió en la actual Société nationale de radiodiffusion et de télévision (SNRT), una sociedad anónima donde el estado controlaría el 100% del capital. Además se aumentó la oferta de canales, aprovechando nuevas tecnologías como la televisión digital terrestre, y se establecieron figuras como un defensor del espectador y un departamento de internet. En 2010 se creó un canal dirigido al pueblo bereber.

## Servicios

### Radio
La oferta se compone de cuatro radios nacionales (todas ellas disponibles en analógico e internet) y diez emisoras regionales.
- Al Idaa Al Watania: Emisora principal del grupo. Ofrece una programación generalista para todos los públicos y cuenta con desconexiones regionales.

- Chaine Inter: Funciona desde el 23 de marzo de 2009. Anteriormente se llamaba Rabat Chaîne Inter. Está dirigida a un público urbano, ofrece música y programas de entretenimiento.
- Al Idaa Al Amazighia: Emisora dedicada a la cultura bereber.

- Idaa Mohammed Assadiss: Estación religiosa dedicada al islam.

En cuanto a los servicios regionales, SNRT dispone de emisoras de proximidad en diez ciudades: Agadir, Casablanca, Villa Cisneros, El Aaiún, Fez, Marrakech, Mequinez, Tánger, Tetuán y Uchda. Está previsto abrir tres centros más en Rabat, Alhucemas y Uarzazat.

### Televisión
SNRT gestiona siete canales de televisión. El servicio principal es Al Aoula, que además es el único disponible en alta definición, pero la llegada de la televisión digital terrestre propició la creación de una amplia oferta temática. 
Todos están disponibles en digital, satélite e internet, salvo Al Maghribia (exclusivo del satélite) y Aflam TV (solo para TDT).
- Al Aoula: Canal generalista para todos los públicos. Comenzó sus emisiones el 3 de abril de 1962 y también es conocida como «Televisión marroquí» (Télévision marocaine). La mayoría de su programación es en árabe y francés, pero también dispone de espacios informativos en español y bereber. Desde 2004 existe una desconexión regional para el Sáhara Occidental, Laayoune TV.

- Arryadia: Canal especializado en deporte, se puso en marcha el 16 de septiembre de 2006. Ofrece las competiciones más importantes del país, resúmenes de eventos y actualidad.

- Athaqafia (Anteriormente llamado Arrabiâ): Su programación es educacional y se publicita como «el canal del saber y de la cultura». Buena parte de sus espacios son divulgativos. Empezó el 28 de febrero de 2006.

- Al Maghribia: Canal satelital que se dirige a la población marroquí residente en el extranjero. Emite programas de Al Aoula y de 2M TV, los canales con más audiencia del país. Comenzó sus emisiones el 18 de noviembre de 2004.

- Assadissa: Programación religiosa para conocer los preceptos del islam. Disponible desde el 3 de noviembre de 2005.

- Aflam TV: Canal exclusivamente digital que ofrece series y cine, tanto nacionales como internacionales. Inició sus emisiones el 31 de mayo de 2008.

- Tamazight TV: Dirigido al pueblo bereber, sus metas son «preservar y promover» su cultura. La mayoría de sus programas son en lengua tamazight. Empezó el 6 de enero de 2010.